# Maurangerfjord
Maurangerfjord o Maurangsfjorden es un fiordo del municipio de Kvinnherad en la provincia de Hordaland, Noruega. Tiene una longitud de 12 km, siendo una ramificación del fiordo de Hardanger. Hay varias localidades asentadas en la orilla del fiordo, las cuales son:  Ænes, Sundal, Austrepollen, Nordrepollen y Gjetingsdalen. La central hidroeléctrica de Mauranger se ubica en Austrepollen.